# International Critical Commentary
L'International Critical Commentary è una collana di Commentarii ai libri del Vecchio e del Nuovo Testamento, il cui primo volume fu dato alle stampe nel 1866.
I volumi sono tutti redatti in lingua inglese, pubblicati dalla casa editrice T&T Clark, che è un marchio della Bloomsbury Publishing. La collana ha la reputazione di pubblicare testi di livello accademico, organizzata da studiosi di varia estrazione, che scelgono liberamente quali strumenti della critica utilizzare: critica linguistica, testuale, archeologica, storica, letteraria e teologica.
Fondata da Samuel Rolles Driver , Alfred A. Plummer e Charles Augustus Briggs, i redattori al 2019 sono Graham I. Davies e Christopher M. Tuckett.